# Île de la Passe
L'île de la Passe est un îlot rocheux de la baie de Grand Port, à l'est de l'île principale de la république de Maurice, à laquelle il appartient.
Entre le 20 et le 25 août 1810, dans le cadre de la campagne britannique des Mascareignes, l'île de la Passe fut le théâtre d'opérations armées longues et très engagées opposant des frégates françaises et britanniques d'une valeur militaire à peu près comparable.
La bataille est une défaite des Britanniques, unique victoire maritime de la marine napoléonienne : la Royal Navy y perd quatre frégates. Néanmoins, l'une d'elles est tout de même reprise. Par ailleurs, l'escadre militaire française ne parvint pas à empêcher la prise de l'île Maurice, objectif plus large dans lequel s'inscrivait le débarquement britannique.